# Федосеев, Лев Александрович
Лев Александрович Федосеев (1920, Саратов — неизвестно) — советский футболист, нападающий. 9 октября 1939 призван в РККА военкоматом Саратова. В сезоне 1940 выступал в высшей советской лиге за ЦДКА. Провёл 5 матчей, один из которых, с тбилисским «Локомотивом» был позже аннулирован из-за снятия этой команды с чемпионата. Во время Великой Отечественной войны служил в звании младшего сержанта в 176-м зенитном артиллерийском полку в штабе Особой Московской армии ПВО. Награждён медалью «За оборону Москвы» . После войны играл в группе «Б» за МВО. В 1947 был в составе московского «Торпедо», но на поле в матчах чемпионата СССР не выходил.

## Награды
- Медаль «За оборону Москвы»